# Leichtathletik-Weltmeisterschaften 2019/Teilnehmer (Tunesien)
| Gelbes Symbol für Goldmedaillen mit stilisierten Olympischen Ringen | Graues Symbol für Silbermedaillen mit stilisierten Olympischen Ringen | Braundes Symbol für Bronzemedaillen mit stilisierten Olympischen Ringen |
| ------------------------------------------------------------------- | --------------------------------------------------------------------- | ----------------------------------------------------------------------- |
| —                                                                   | —                                                                     | —                                                                       |

Der Leichtathletikverband von Tunesien nahm an den Leichtathletik-Weltmeisterschaften 2019 in Doha teil. Fünf Athletinnen und Athleten wurden vom tunesischen Verband nominiert.

## Ergebnisse

### Frauen

#### Laufdisziplinen
| Athletin        | Disziplin        | Vorlauf     | Vorlauf | Halbfinale | Halbfinale | Finale | Finale |
| Athletin        | Disziplin        | Zeit        | Platz   | Zeit       | Platz      | Zeit   | Platz  |
| --------------- | ---------------- | ----------- | ------- | ---------- | ---------- | ------ | ------ |
| Marwa Bouzayani | 3000 m Hindernis | 9:47,78 min | 31      |            |            | DNQ    | DNQ    |
| Chahinez Nasri  | 20 km Gehen      |             |         |            |            | DNF    | DNF    |

### Männer

#### Laufdisziplinen
| Athlet               | Disziplin        | Vorlauf     | Vorlauf | Halbfinale  | Halbfinale | Finale | Finale |
| Athlet               | Disziplin        | Zeit        | Platz   | Zeit        | Platz      | Zeit   | Platz  |
| -------------------- | ---------------- | ----------- | ------- | ----------- | ---------- | ------ | ------ |
| Abdessalem Ayouni    | 800 m            | 1:46,09 min | 14      | 1:45,80 min | 13         | DNQ    | DNQ    |
| Mohamed Amine Touati | 400 m Hürden     | 49,76 s     | 17      | 49,14 s PB  | 13         | DNQ    | DNQ    |
| Amor Ben Yahia       | 3000 m Hindernis | 8:26,12 SB  | 22      |             |            | DNQ    | DNQ    |